# Васильєв Лев Борисович
Лев Борисович Васильєв (7 лютого 1925, Москва — 21 серпня 2023) — радянський державний діяч, директор Московського заводу малолітражних автомобілів, генеральний директор виробничого об'єднання КАМАЗ, заступник міністра автомобільної промисловості СРСР, міністр машинобудування для легкої і харчової промисловості та побутових приладів СРСР, заступник голови Державної комісії РМ СРСР з військово-промислових питань — міністр СРСР. Кандидат у члени ЦК КПРС у 1986—1990 роках. Депутат Верховної Ради СРСР 10—11-го скликань. Герой Соціалістичної Праці (15.04.1977).

## Життєпис
Народився в робітничій родині, батько працював шофером. Закінчив вісім класів школи. У 1941 році закінчив курси шоферів, працював вантажником, шофером автобази в Москві та Ульяновську.
У 1943—1944 роках — у Червоній армії, учасник німецько-радянської війни. Служив рядовим 96-ї гвардійської стрілецької дивізії, був важко поранений. Лікувався в госпіталі в місті Енгельсі, демобілізований через поранення.
У 1944—1945 роках — шофер автобази Народного комісарату річкового флоту СРСР у місті Ульяновську, в 1945—1948 роках — шофер автобази Держпостачу СРСР.
У 1948—1953 роках — шофер, інженер-інспектор, старший інженер-інспектор, начальник дільниці інспекції Держпостачу СРСР з приймання готових автомобілів Московського заводу малолітражних автомобілів.
Член ВКП(б) з 1951 року.
У 1953—1963 роках — старший майстер, старший контрольний майстер, старший інженер відділу технічного контролю, начальник відділення цеху складання, начальник оздоблювального цеху, начальник складального цеху, начальник пресового цеху, начальник виробництва Московського заводу малолітражних автомобілів («Москвич»).
У 1959 році закінчив вечірнє відділення Московського автомеханічного інституту, інженер-механік.
У 1963—1968 роках — директор Московського заводу малолітражних автомобілів.
У 1968—1983 роках — заступник міністра автомобільної промисловості СРСР із зовнішньоекономічних зв'язків.
Одночасно у вересні 1969 — 1981 року — генеральний директор Камського об'єднання із виробництву великовантажних автомобілів («КАМАЗ») Татарської АРСР.
Указом Президії Верховної Ради СРСР від 15 квітня 1977 року за видатні успіхи, досягнуті при спорудженні першої черги Камського комплексу з виробництва великовантажних автомобілів, Васильєву Леву Борисовичу присвоєно звання Героя Соціалістичної Праці з врученням ордена Леніна і золотої медалі «Серп і Молот».
Одночасно у 1981—1983 роках — генеральний директор виробничого об'єднання «Москвич» і автомобільного заводу імені Ленінського комсомолу в Москві.
У 1983 — травні 1984 року — заступник голови Державної планової комісії (Держплану) СРСР.
18 травня 1984 — 24 лютого 1988 року — міністр машинобудування для легкої і харчової промисловості та побутових приладів СРСР.
У лютому 1988 — березні 1990 року — заступник голови Державної комісії Ради міністрів СРСР з військово-промислових питань. Одночасно у березні 1988 — липні 1989 року — міністр СРСР.
З березня 1980 року — персональний пенсіонер союзного значення в Москві. Радник генерального директора КамАЗу.

## Нагороди і звання
- Герой Соціалістичної Праці (15.04.1977)
- два ордени Леніна (15.04.1977; 14.09.1981)
- орден Жовтневої Революції (5.04.1971)
- орден Вітчизняної війни І ст. (11.03.1985)
- три ордени Трудового Червоного Прапора (11.01.1962; 22.08.1966; 06.02 .1985)
- медаль «За бойові заслуги» (6.08.1946)
- медаль «За освоєння цілинних земель»
- медаль «За доблесну працю. В ознаменування 100-річчя з дня народження Володимира Ілліча Леніна»
- медаль «Ветеран праці»
- медалі
- Почесний громадянин міста Набережні Челни (1985)